# Réserve naturelle de Kattholmane
La réserve naturelle de Kattholmane  est une réserve naturelle norvégienne qui est située dans le municipalité de Holmestrand, dans le comté de Vestfold.

## Description
La réserve naturelle de 0,036 km2 a été créée en 1978. Elle est constituée de deux îlots (Kattholmen et Kattholmane).
Quatre ans avant la protection, les ornithologues ont trouvé plus de 400 oiseaux marins nicheurs sur les récifs. Il y avait des goélands cendrés, des goélands à capuchon et des sternes pierregarin. Plus tard, le développement est allé dans le sens des goélands s'installant dans la réserve, au détriment des mouettes pygmées et des sternes.
L'objectif de la conservation est de préserver le cadre de vie de la faune et de la flore de la zone, notamment dans le respect des oiseaux marins et de leurs lieux de nidification.

## Galerie

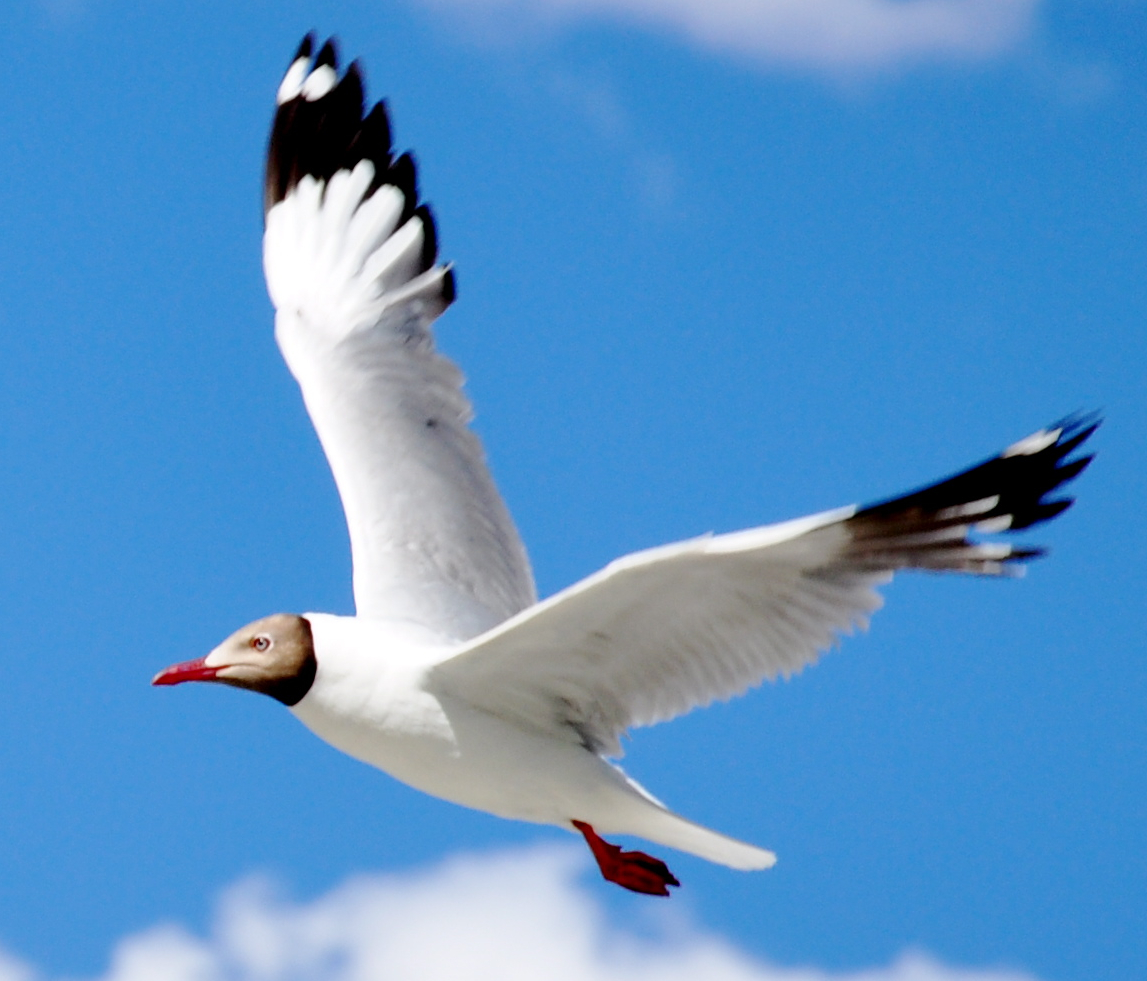
Goéland à capuchon
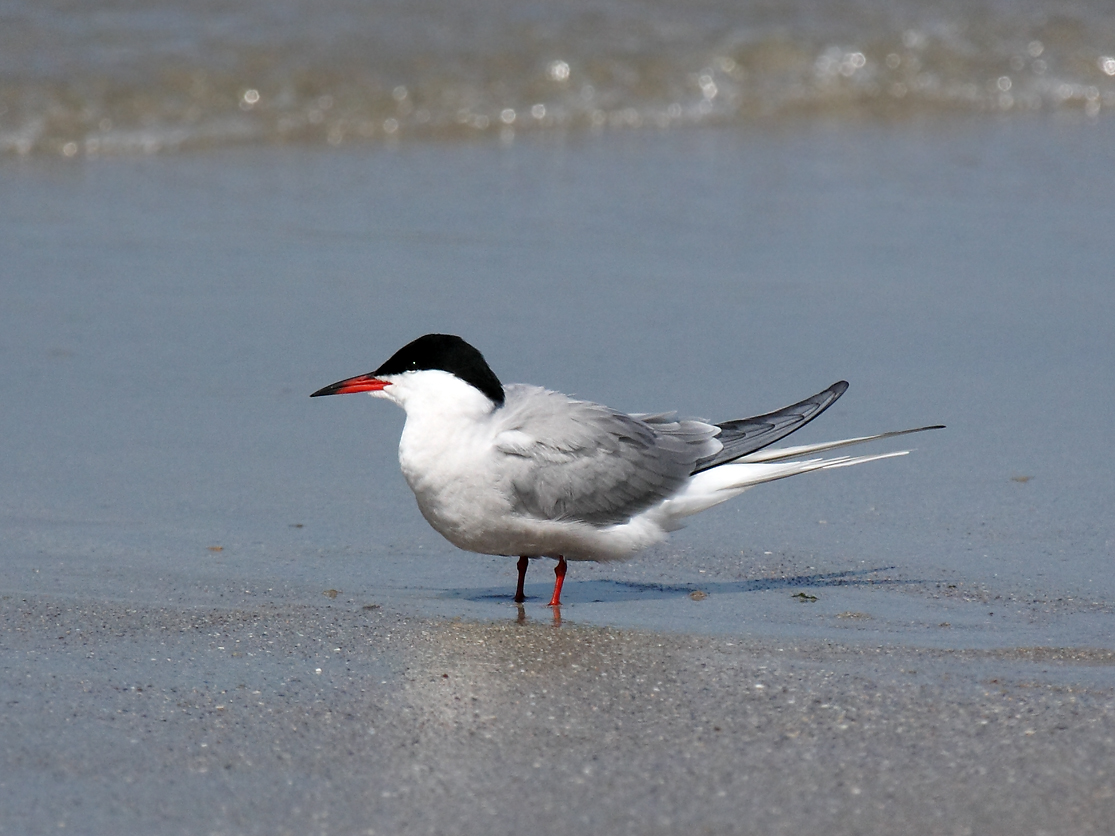
Sterne pierregarin
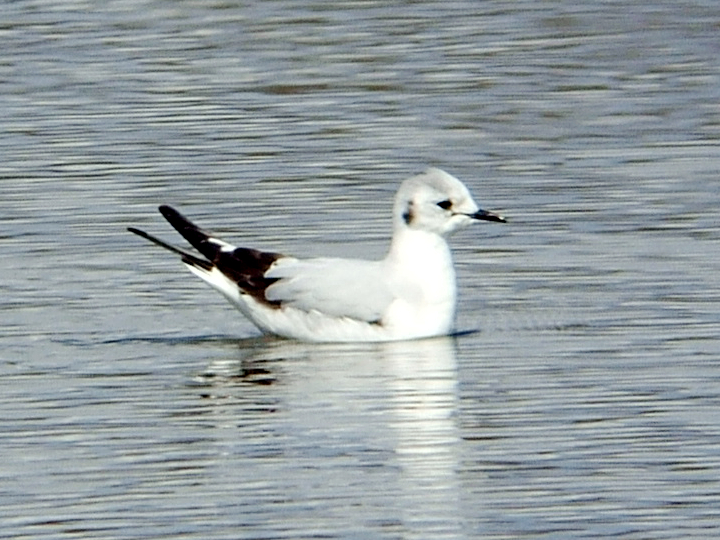
Mouette pygmée